# Spontano samolijepljenje
Spontano samolijepljenje je jedna od ključnih fizikalnih značajki lipidnog dvosloja u biljnoj stanici. Predstavlja tendenciju spontanoga oblikovanja sferične strukture koja okružuje (zatvara) odjeljke unutar stanice.